# (35107) 1991 VH
1991 VH (asteroide 35107) é um APL. Possui uma excentricidade de 0.14418666 e uma inclinação de 13.91178º.
Este asteroide foi descoberto no dia 9 de novembro de 1991 por Robert H. McNaught em Siding Spring.